# MAN-Stahlhaus

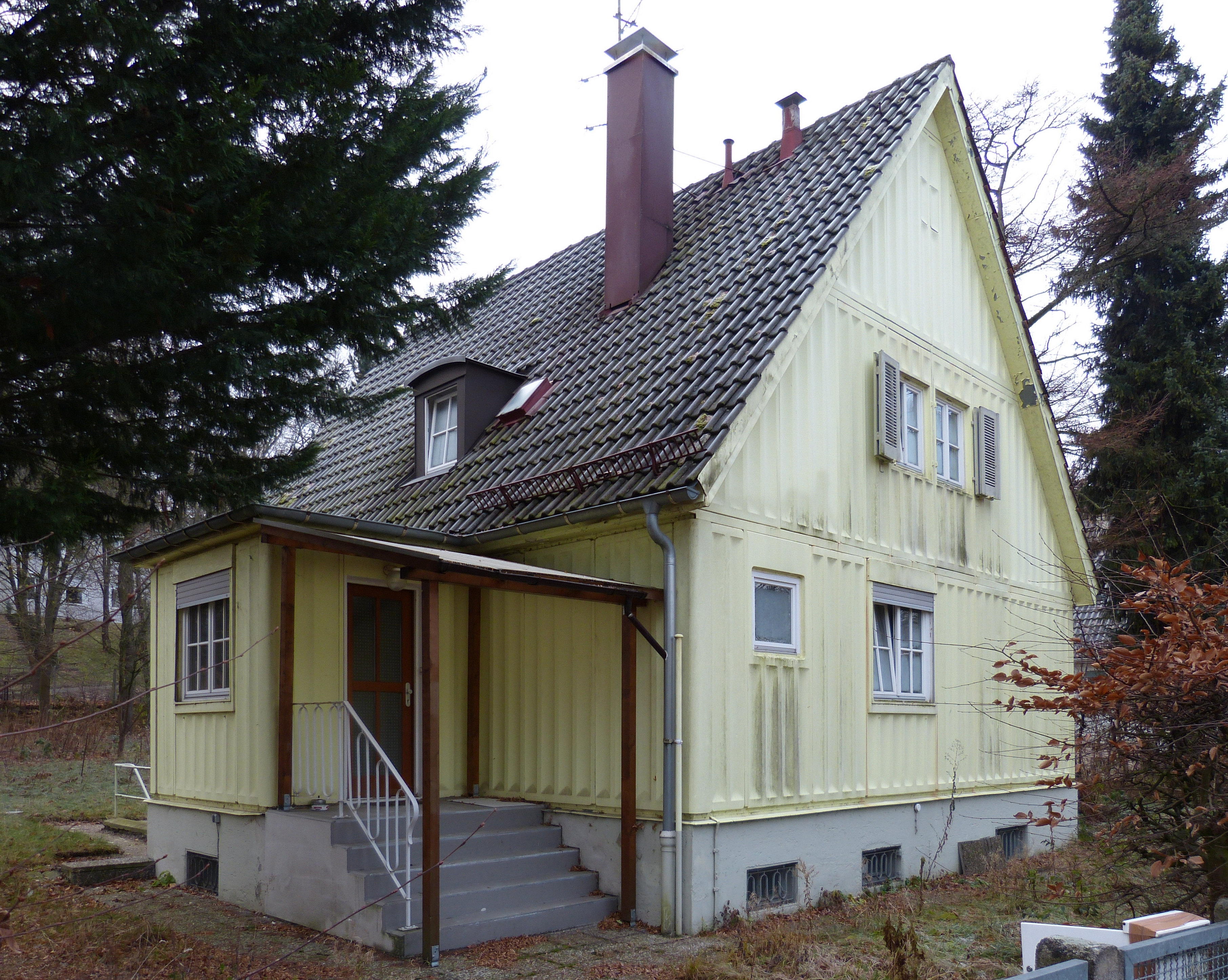
MAN-Stahlhaus in der Sebastianstraße 29 d in Augsburg

Das MAN-Stahlhaus ist ein Fertighaustyp mit Stahlwänden der MAN (Maschinenfabrik Augsburg-Nürnberg) aus den Jahren 1948 bis 1953, von dem etwa 400 Stück gebaut wurden.

## Geschichte

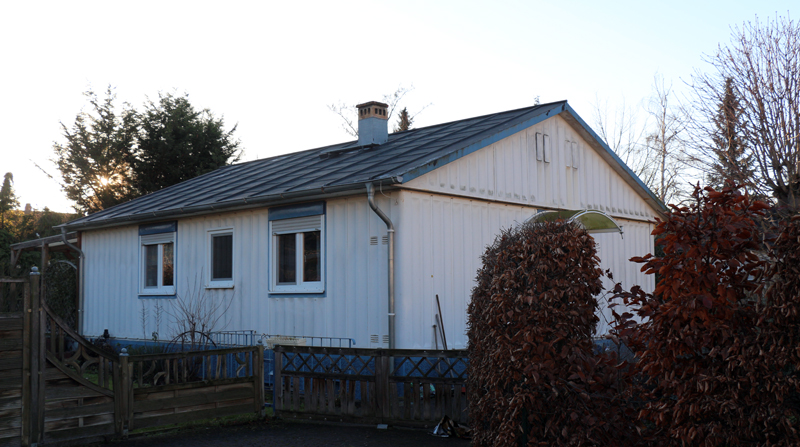
Robert-Koch-Straße 23, Gustavsburg

Das MAN-Werk in Ginsheim-Gustavsburg baute in der Nachkriegszeit auf der Suche nach neuen Absatzmärkten für Stahlkonstruktionen ab 1948 Stahlhäuser in Fertigbauweise, basierend auf einem Konzept aus den 1920er Jahren. Das MAN-Stahlhaus wurde auf Anregung des Ingenieurs Heinz Bauer im Stammwerk Augsburg entwickelt und im Werk Mainz-Gustavsburg in Serie produziert.
MAN baute eine Musterhaussiedlung, in der einst die höheren Angestellten wohnten, in der Nähe der Cramer-Klett-Siedlung von Gustavsburg, die im ersten Viertel des 20. Jahrhunderts im Stil einer Gartenstadt mit historisierenden Elementen errichtet worden war. Zwei verschiedene Varianten wurden dort vorgestellt und sollten in Großserie weltweit exportiert werden. Die Musterhaussiedlung zeigte den Grundtyp mit einer Grundfläche von 8 m × 8 m. Die Produktion wurde nach der Herstellung von rund 400 Häusern 1953 eingestellt.

## Baugestaltung

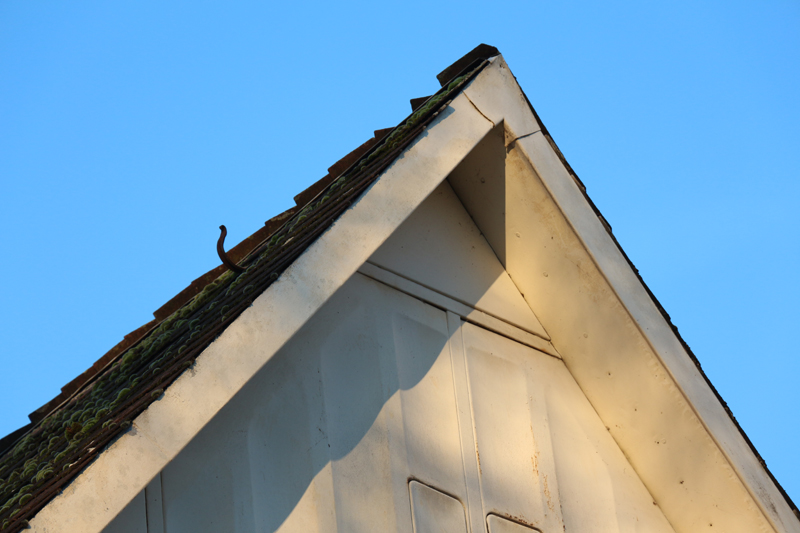
Detailaufnahme des Dachgiebels

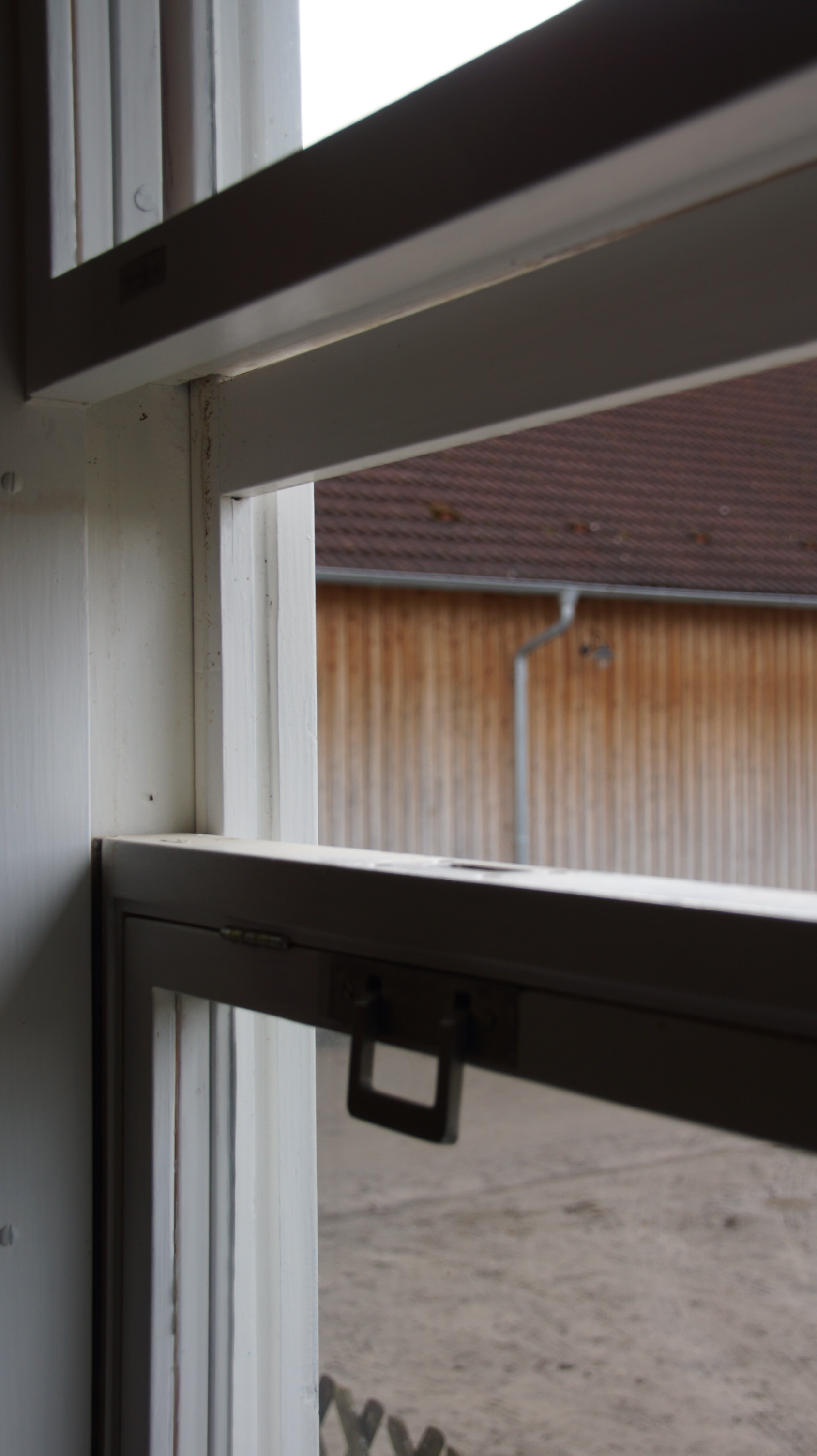
Fenster in Bad Windsheim

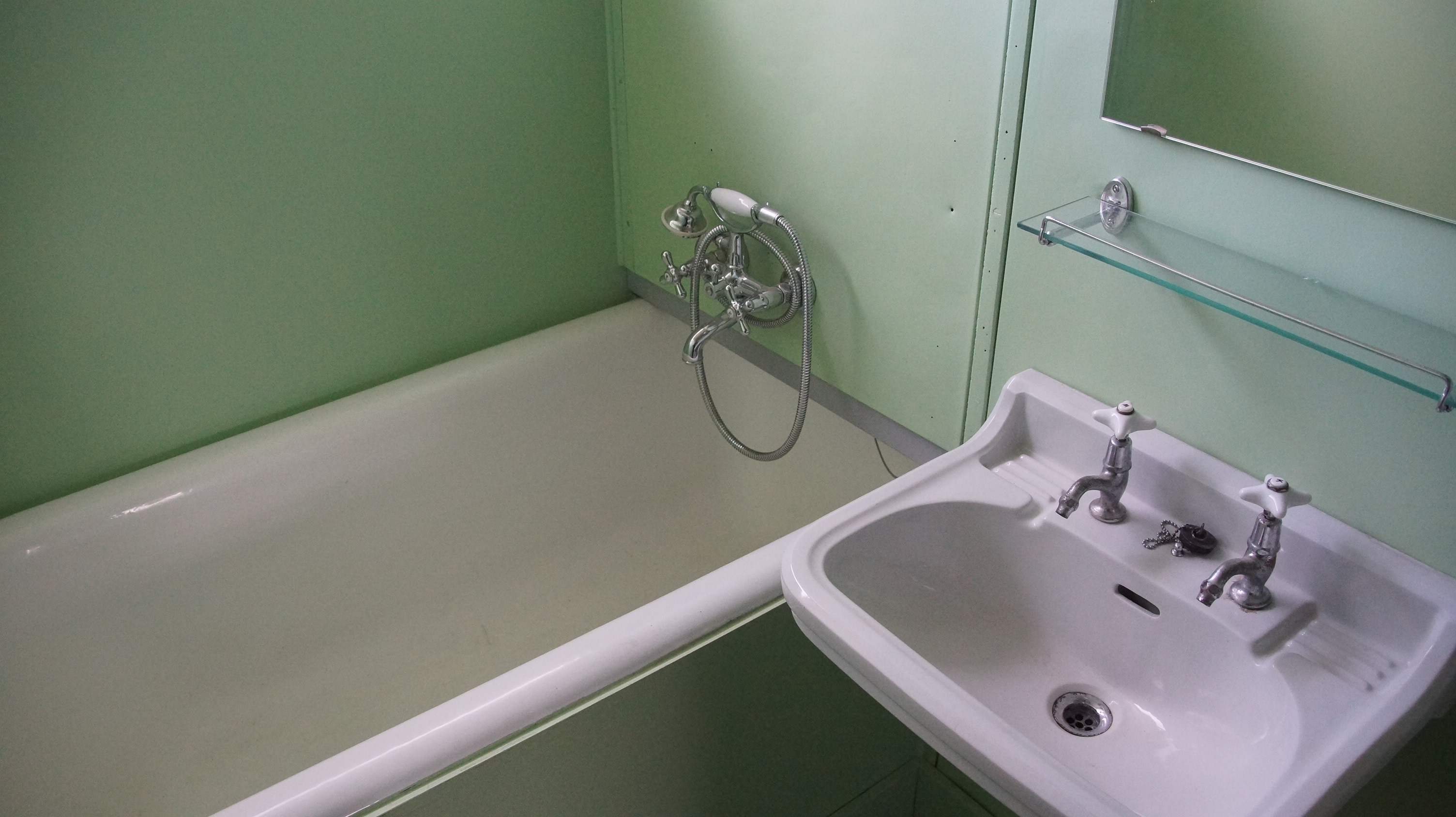
Bad in Bad Windsheim

Die im MAN-Werk vorgefertigten Wandelemente wurden auf ein gemauertes Fundament gesetzt und mit einer Stahlrahmenkonstruktion verschraubt. Zwischen den äußeren Stahlblechen und den Hartfaserplatten im Inneren befindet sich eine Dämmung mit Glasfasermatten, deren Isolierwert einer 80 cm dicken Ziegelwand gleichgekommen sei, wie es in damaligen Werbebroschüren hieß. Die gegen Korrosion geschützten Stahlwände erhielten auf der Außenseite einen Ölfarbanstrich.
Die architektonische Gestaltung ähnelte äußerlich konventionellen Steingebäuden: Die Lochfassaden mit Satteldächern und die Sprossenfenster mit Klappläden waren „ganz schlicht, aber anheimelnd und bei aller Sachlichkeit etwas für das deutsche Gemüt“, wie es der Architekt Hans Schneider in einer gutachterlichen Stellungnahme im Auftrag der MAN 1949 gefordert hatte. Der Grundtyp konnte laut Katalog mit unterschiedlichen Dachneigungen bestellt werden. Die Version mit dem steileren Dach bot Raum für ein bewohnbares Dachgeschoss. Da die Dachlast von den Außenwänden getragen wurde, konnten die Innenwände individuell errichtet werden.
Es gab vier Grundrisstypen: 8 m × 8 m, 8 m × 10 m, 8 m × 13 m und 8 m × 16 m. Die einzelnen Module der Stahlhäuser wurden auf der Baustelle zusammengesetzt. Die rechteckigen Außenwandplatten bestanden aus 1 mm starkem Stahlblech mit einer Größe von 1 m × 2,51 m und wurden hochkant nebeneinander gestellt. Die Innenwände aus Hartfaser- oder Sperrholzplatten waren durch Glasfasermatten von den äußeren Stahlblechen isoliert. Die Dachkonstruktion wurde aus standardisierten Fachwerkträgern mit 8 m Länge gebildet. Der ebenfalls mit Glasfasermatten gedämmte Fußboden bestand aus Nut- und Federbohlen, die auf der modularen Stahlrahmenkonstruktion montiert wurden.
Die Fenster waren mit Gegengewichten und herausziehbaren Fliegengittern versehen und konnten zum Öffnen wie in einem Eisenbahnwagen nach unten versenkt werden. Werksmäßig war eine stählerne Installationswand, in der Brauch- und Abwasserleitungen verlaufen, zwischen Küche und Bad eingebaut mit der Besonderheit, dass die Badewanne des schmalen Badezimmers platzsparend durch die Wand in den Unterschrank der Spüle hineinragte. Wandschränke bildeten die übrigen Innenwände. Die MAN-Stahlhäuser erwiesen sich aus damaliger Perspektive als qualitativ hochwertig: Aufgrund der guten Wärmedämmung, der feuerverzinkten Bauteile und der eingebrannten Anstriche kam es kaum zu Korrosions- und Kondensationsproblemen.

## Kosten
Ein Haus mit einfacher Ausstattung kostete etwa 17.400 bis 18.800 DM, was nach heutiger Währung inflationsbereinigt zwischen 54.100 und 58.400 Euro entspräche. Das war im Vergleich zu anderen Fertighäusern, die schon ab 3.500 DM (10.900 Euro) angeboten wurden, vergleichsweise teuer. Inklusive Sonderausstattungen wie Einbauküche, Badezimmereinrichtung und Warmwasser-Zentralheizung kostete das MAN-Stahlhaus schlüsselfertig schnell rund 30.000 DM (93.300 Euro).

## Erhaltene Gebäude
In Deutschland gibt es noch etwa 40 MAN-Stahlhäuser, deren Außenwände wegen der Korrosion gelegentlich sandgestrahlt und neu lackiert werden müssen.
In Ginsheim-Gustavsburg befindet sich in der Robert-Koch-Straße 17, 19, 21 und 23, Nürnberger Straße 20 und 22 sowie Müngstener Straße 4, 6, 8 und 10 ein bauhistorisch bedeutsames Ensemble mit zehn denkmalgeschützten, heute noch bewohnten MAN-Stahlhäusern, inklusive zwei Doppelhaushälften. Die 2 kleinsten haben jeweils eine Grundfläche von 64 m², die anderen sind größer. Alle dürfen laut einem Konzept der Denkmalbehörde, im Einklang mit dem hessischen Denkmalschutzgesetz, mit modernen Erweiterungsbauten versehen werden. Die historische Bausubstanz und zeitgenössische Architektur müssen dabei erkennbar nebeneinander gestellt werden. Die zehn Häuser sind Bestandteil der Route der Industriekultur Rhein-Main Mainspitze.
Vier Häuser sind in Augsburg-Oberhausen erhalten. Sie befinden sich in der Sebastianstraße 29d, e, f und i unweit der MAN-Werksgelände im Stadtbezirk Rechts der Wertach. Ein weiteres MAN-Stahlhaus steht in der Bergstraße 9 von Stadtbergen-Leitershofen.
Ein MAN-Stahlhaus von 1948 wurde 2011 vom mittelfränkischen Wendelstein-Nerreth bei Nürnberg in das Fränkische Freilandmuseum Bad Windsheim transloziert. Es zählt zu den 100 Heimatschätzen Bayerns.
In Nürnberg-Laufamholz sind drei Häuser des Baujahres 1951 erhalten, die als Baudenkmäler in der Bayerischen Denkmalliste ausgewiesen sind. Sie befinden sich in der Laufamholzstraße 197, 199 und 201, zwei ähnliche Häuser aus dem Jahr 1952, ebenfalls Baudenkmäler, stehen in der Bothmerstraße 43 und 45 in Nürnberg-Mögeldorf. Ein weiteres denkmalgeschütztes Haus des Baujahres 1951 steht nicht weit entfernt, am Tannenweg 28 in Schwaig bei Nürnberg.
Ein Stahlhaus steht noch in Düsseldorf-Kaiserswerth.
Ein Stahlhaus steht in Bergisch Gladbach-Frankenforst und wurde 2019 unter Denkmalschutz gestellt.
In der Mainzer Oberstadt gab es vier MAN-Stahlhäuser, wovon noch drei An der Goldgrube 33, 35 und 43 erhalten sind (Stand: 2013). Ein MAN-Stahlhaus mit niedrigem Dach steht in der Liebermannstraße 12 in Köln-Müngersdorf. Ein weiteres denkmalgeschütztes Haus befindet sich in der Friedrich-Ebert-Straße 75 in Oppenheim. Ebenso in Undenheim steht ein unter Denkmalschutz stehendes MAN-Stahlhaus.
Zwei denkmalgeschützte und bewohnte MAN-Stahlhäuser aus dem Jahr 1951 befinden sich in Karlsruhe an der Langen Straße 169 und Edelsheimstraße 7a.
In Stuttgart-Sillenbuch stand in der Oberwiesenstraße 8 ein bis Mitte 2016 vom Abriss bedrohtes MAN-Stahlhaus, dessen Kulturdenkmal-Eigenschaft erst geprüft und festgestellt wurde, als der Verkauf des Grundstücks, die Neubauplanung und die Finanzierung bereits in die Wege geleitet waren. Mit Unterstützung des Landes Baden-Württemberg konnte dennoch eine Lösung zur Erhaltung des Kulturdenkmales und seiner öffentlichen Nutzung gefunden werden: Nach einer Translozierung auf das Gelände des Hohenloher Freilandmuseums in Schwäbisch Hall-Wackershofen 2017 und damit einhergehend einer Sanierung, Restaurierung und Konservierung aller Gebäudeteile präsentiert es seit 2019 als öffentlich zugängliches Museumsgebäude den „Traum vom Wohnen 1952“.
In Hannover stehen das MAN-Stahlhaus in Groß Buchholz und das MAN-Stahlhaus in Kirchrode. Ein Prototyp des MAN-Stahlhauses wurde 1948 auf der Hannover-Messe vorgestellt.

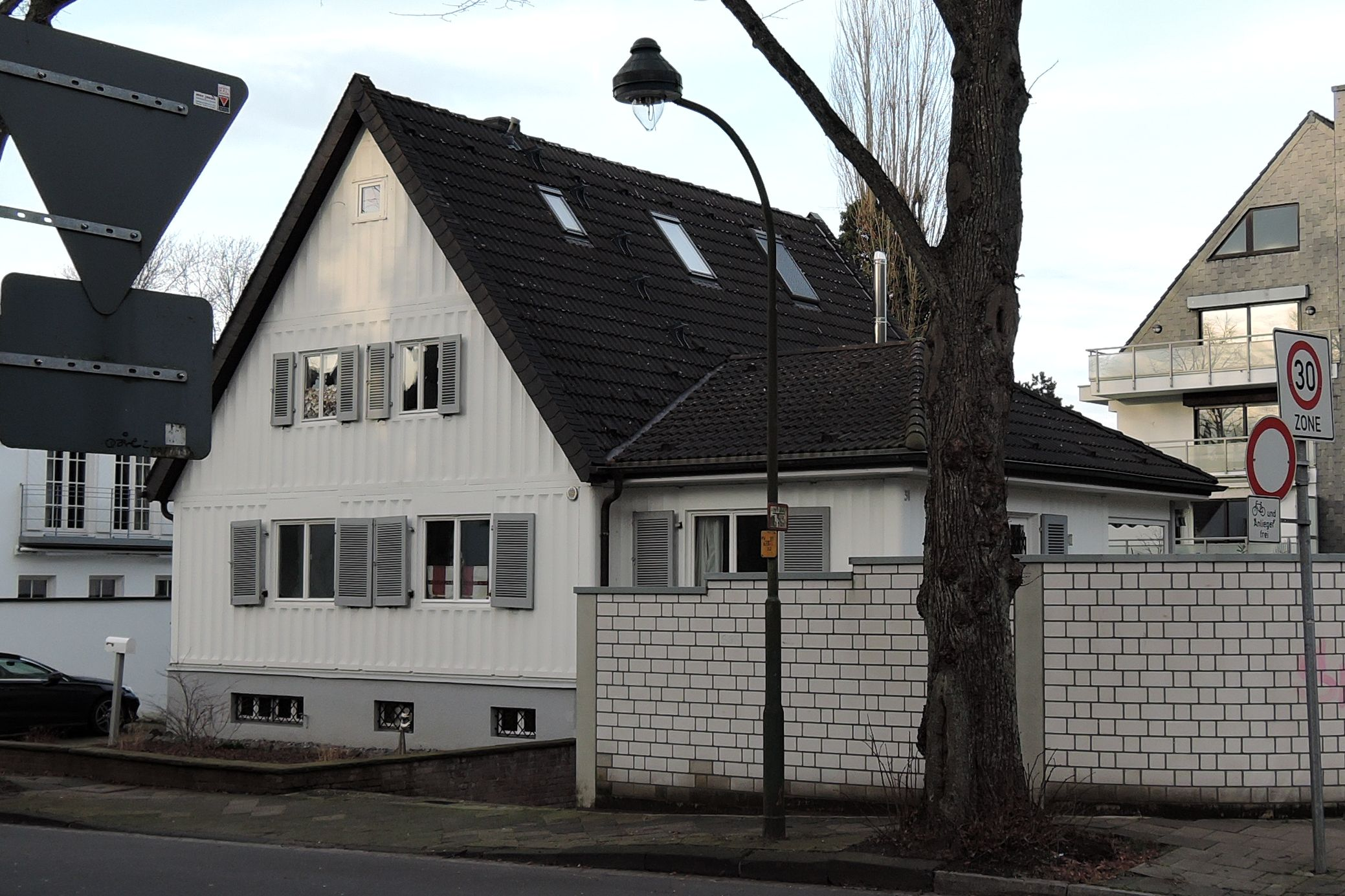
Reichswaldallee 31, Düsseldorf
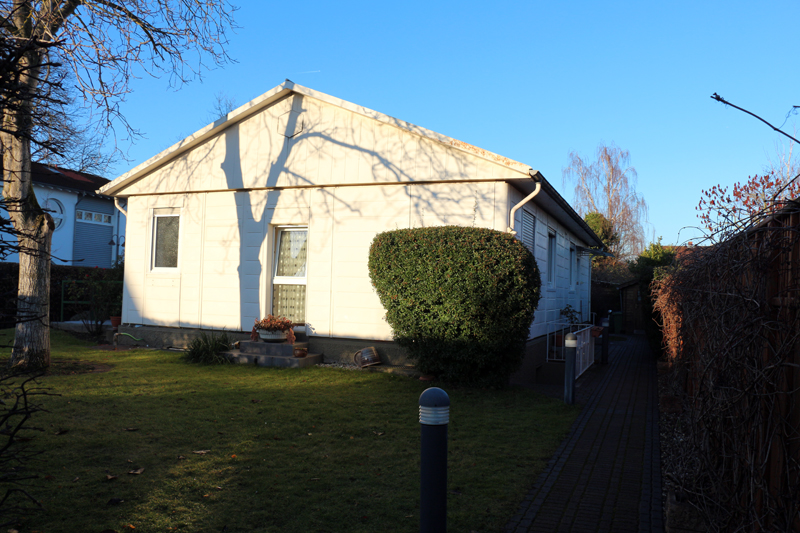
Müngstener Straße 4, Gustavsburg
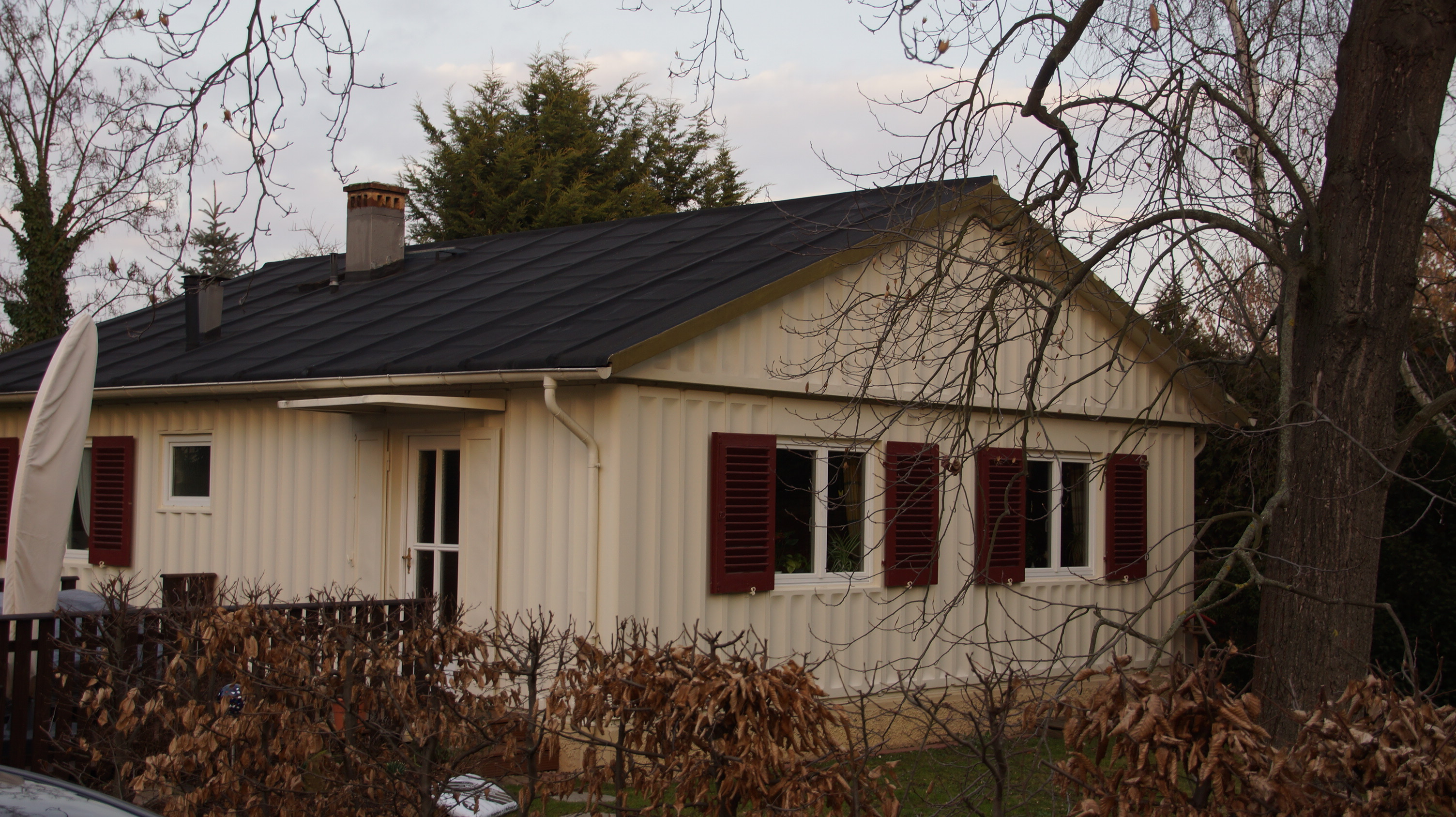
Müngstener Straße 8, Gustavsburg
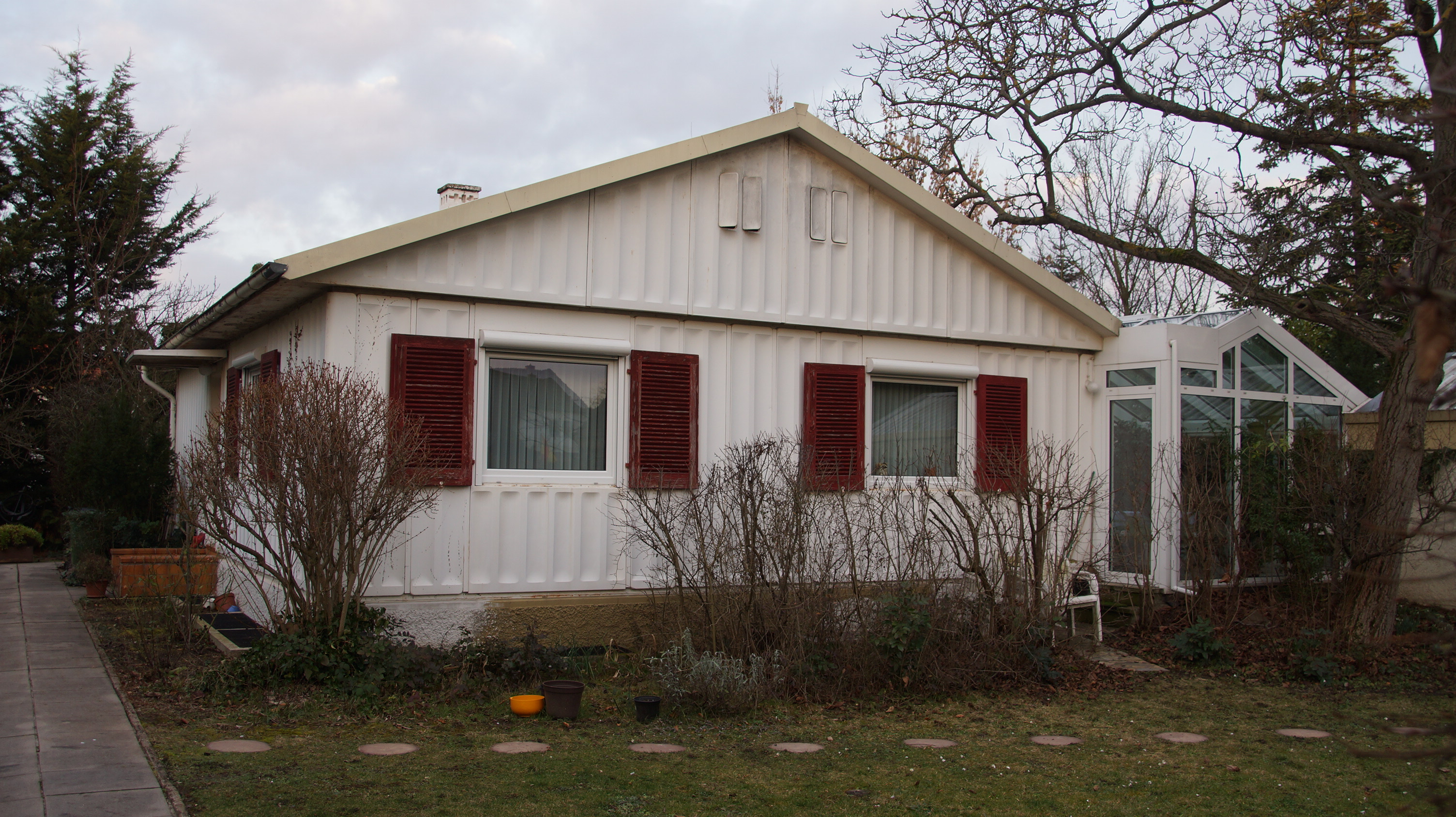
Müngstener Straße 10, Gustavsburg
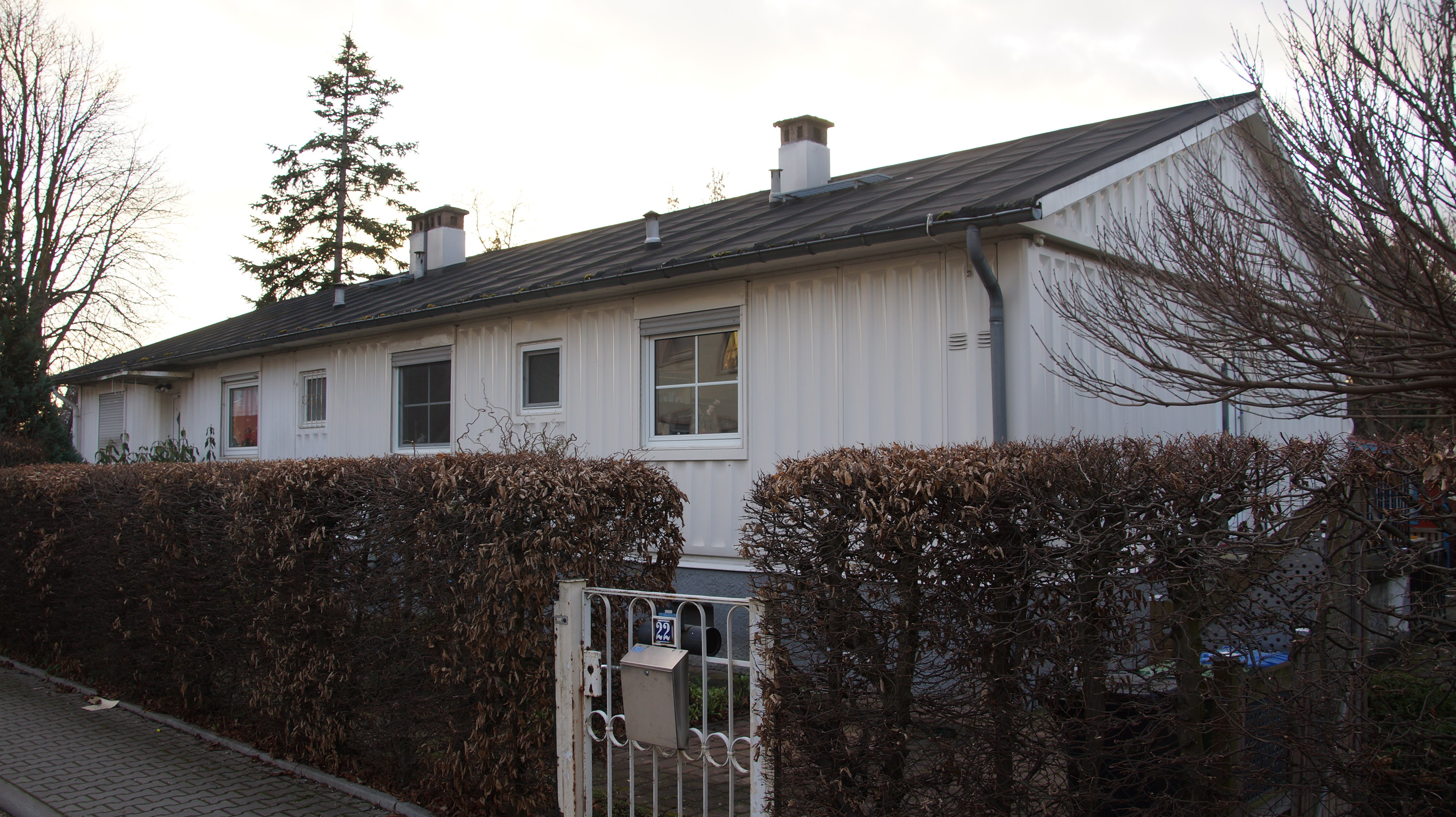
Nürnberger Straße 20 und 22, Gustavsburg (Doppelhaus)
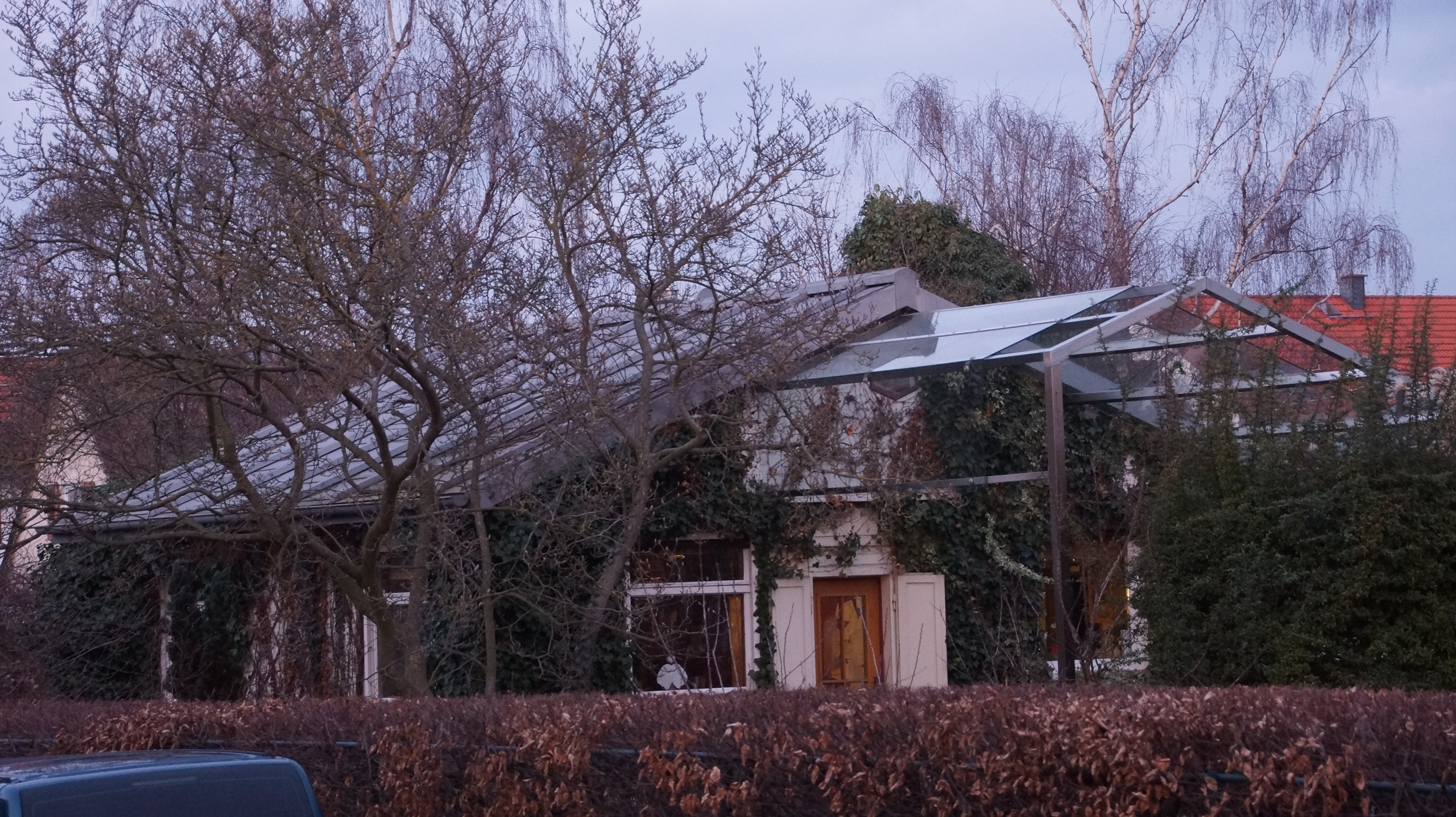
Robert-Koch-Straße 17, Gustavsburg
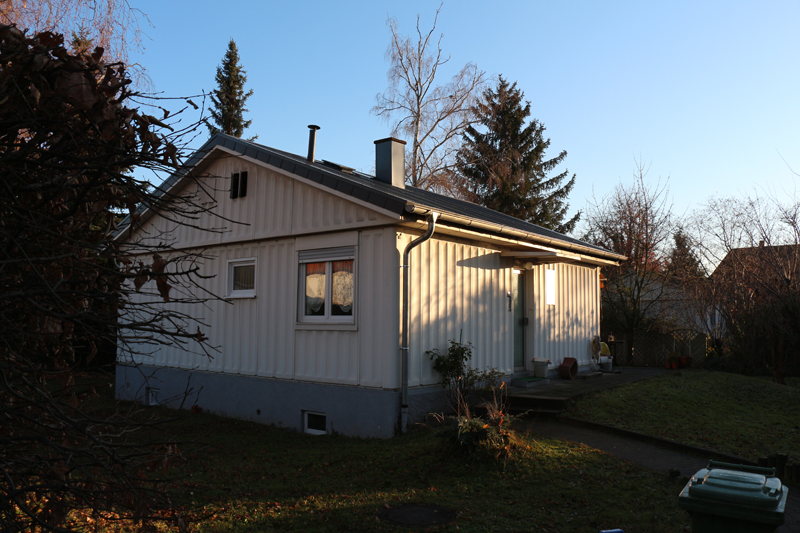
Robert-Koch-Straße 19, Gustavsburg
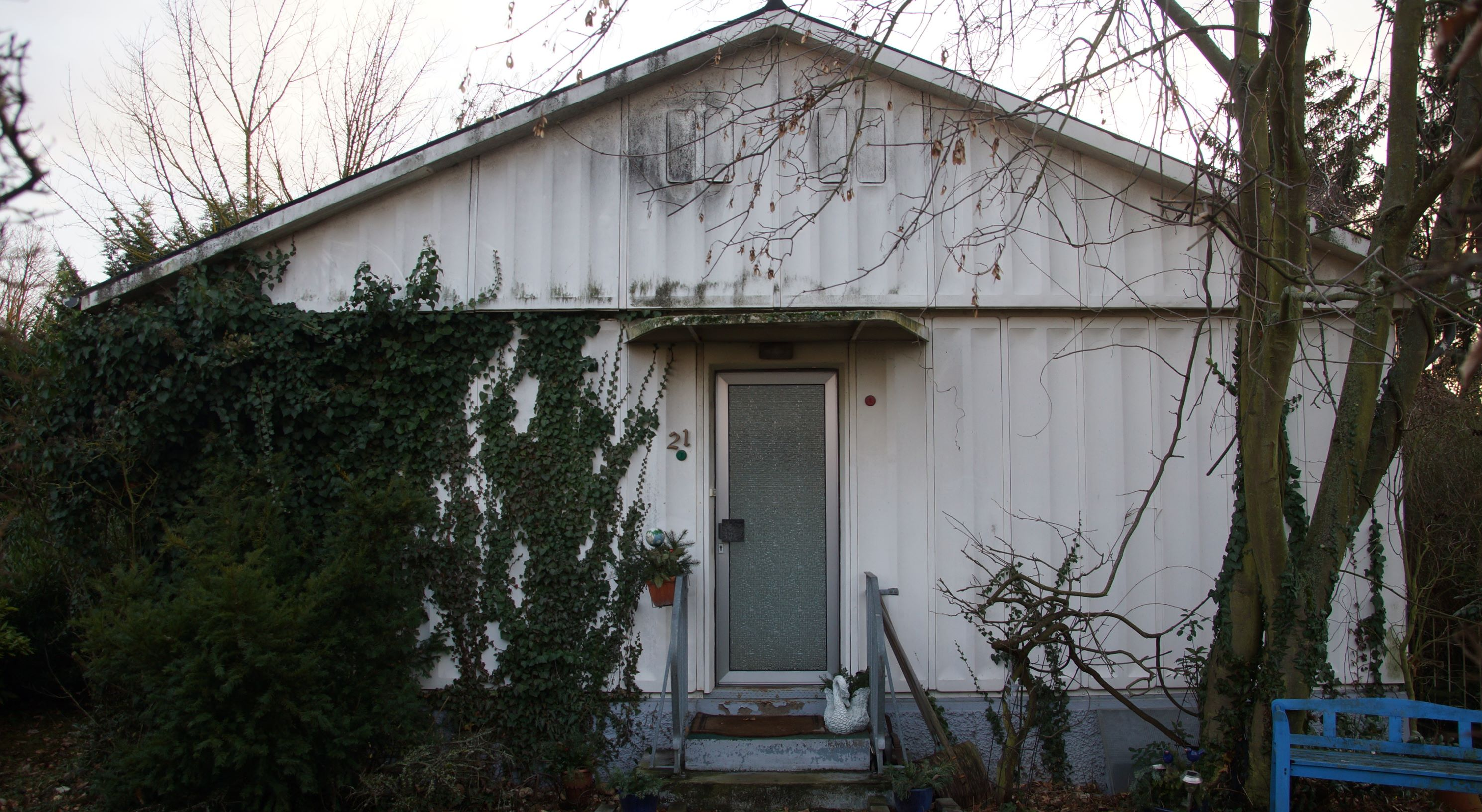
Robert-Koch-Straße 21, Gustavsburg
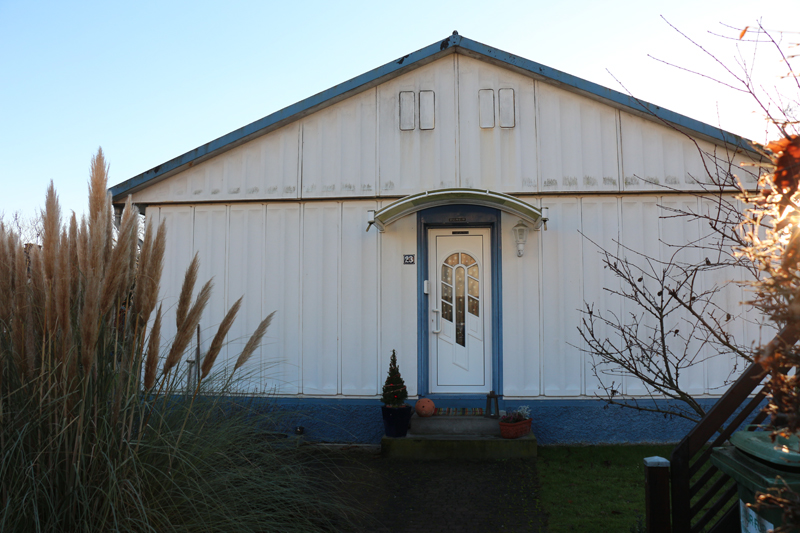
Robert-Koch-Straße 23, Gustavsburg
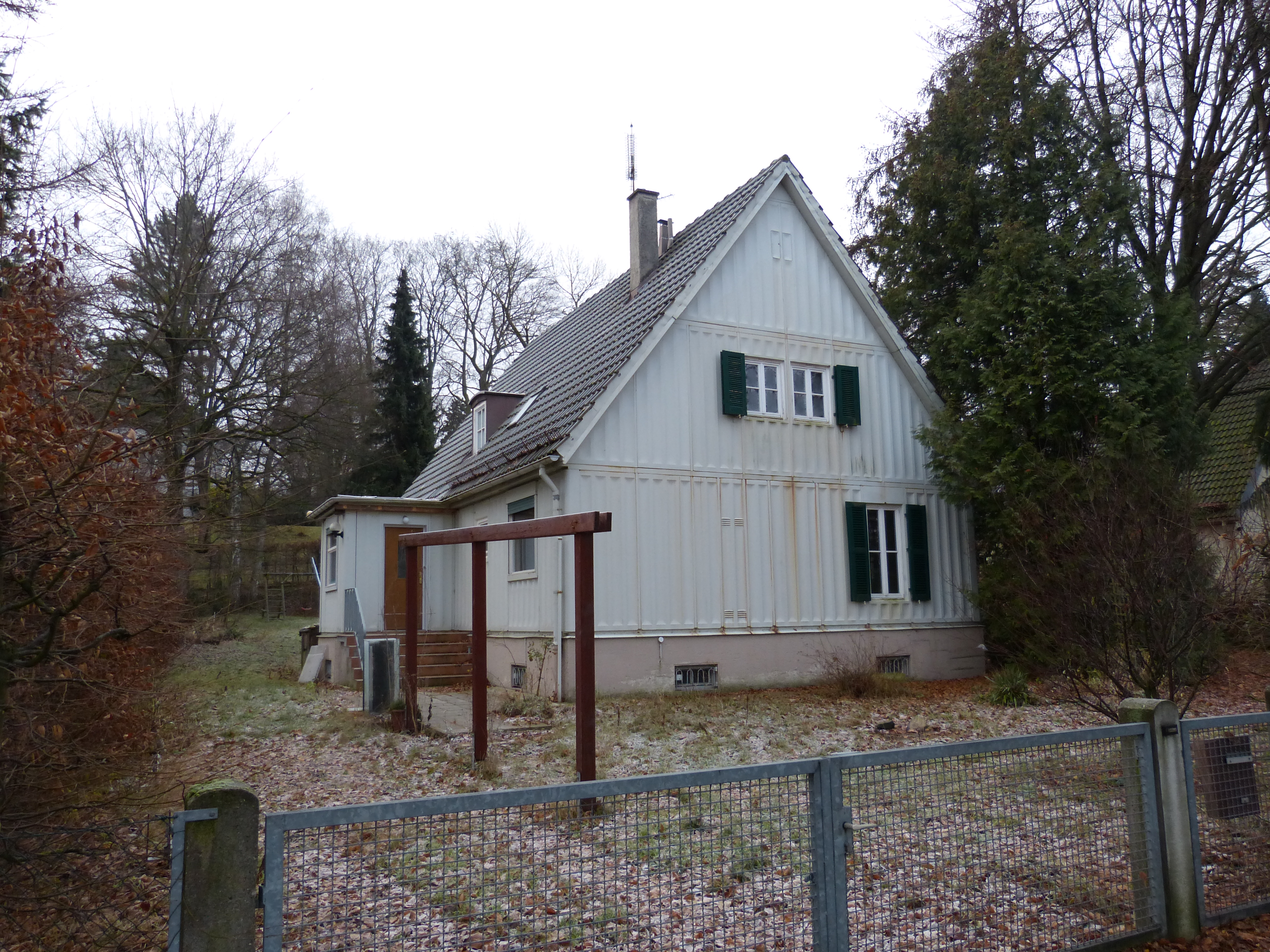
Sebastianstraße 29 e, Augsburg
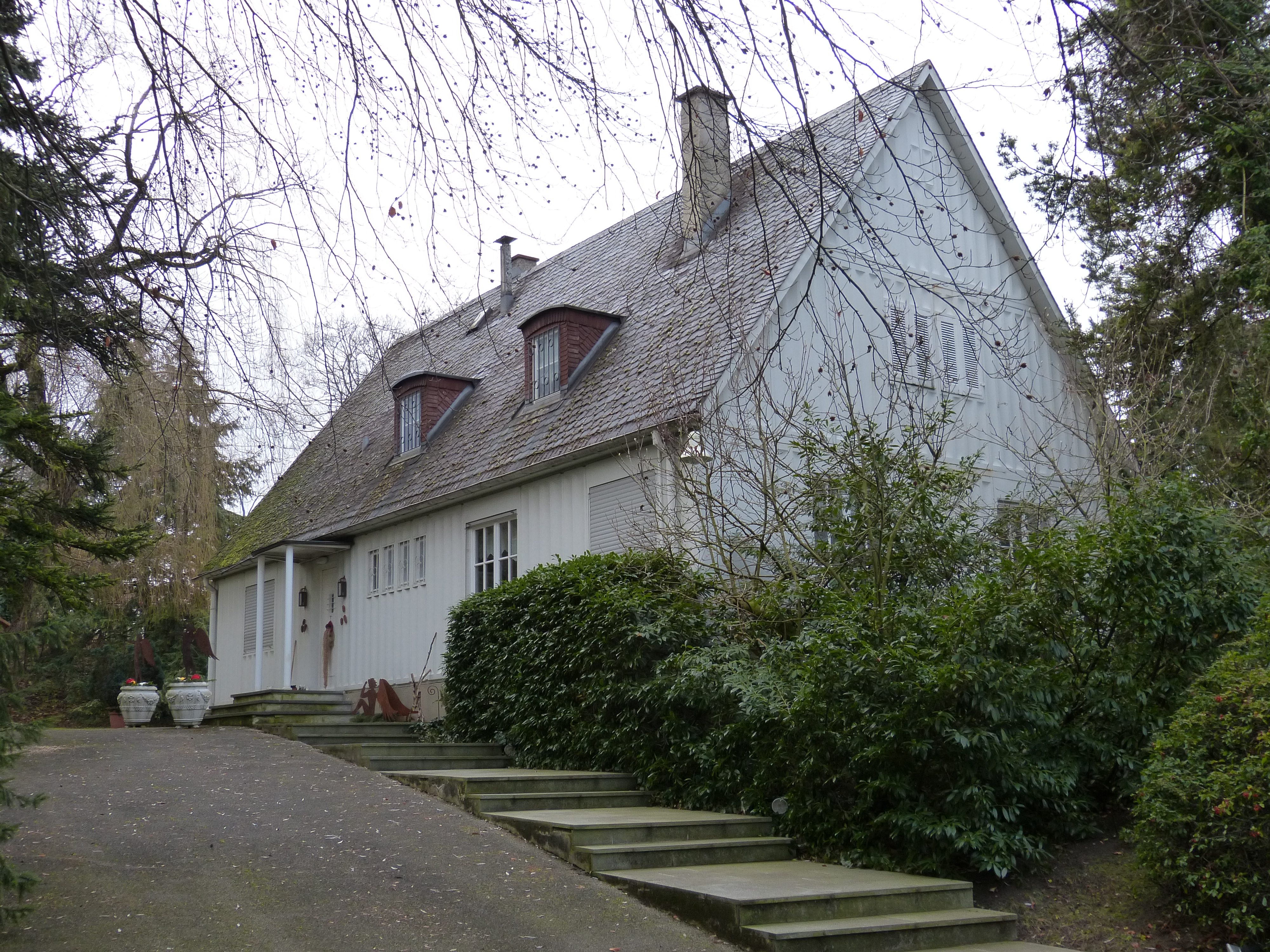
Sebastianstraße 29 i, Augsburg
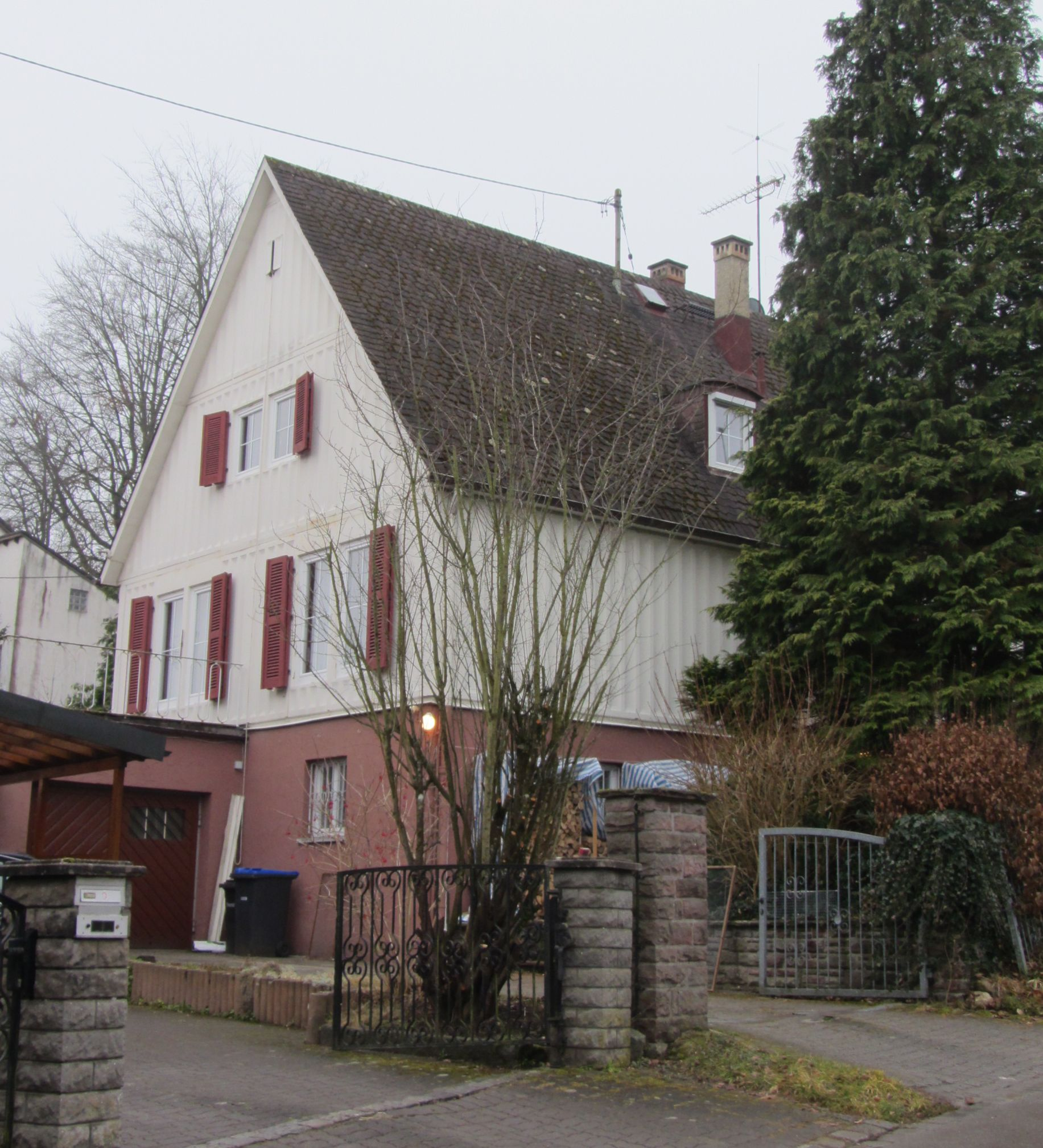
Bergstraße 9, Stadtbergen-Leitershofen
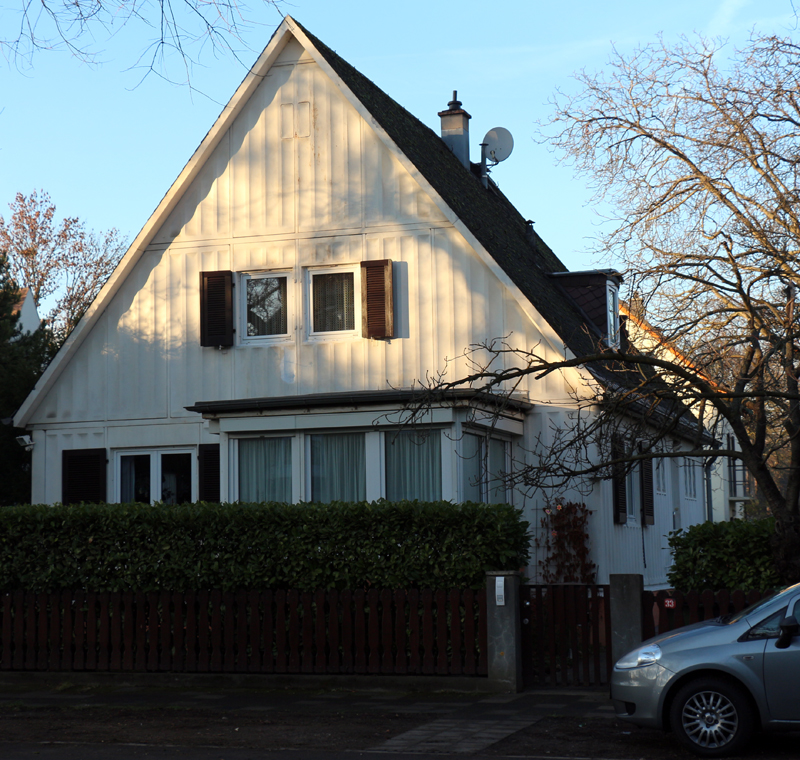
An der Goldgrube 33, Mainz
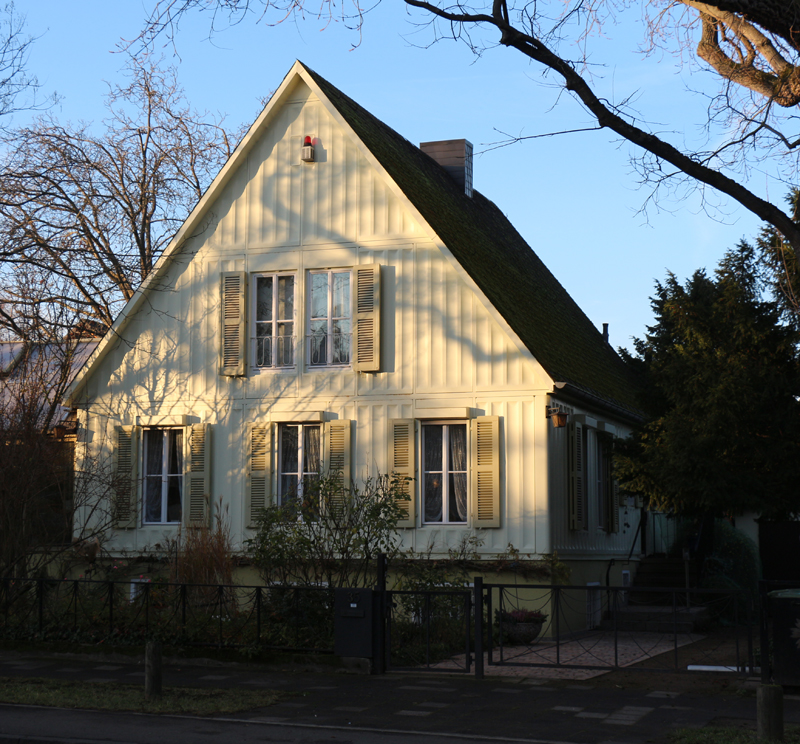
An der Goldgrube 35, Mainz
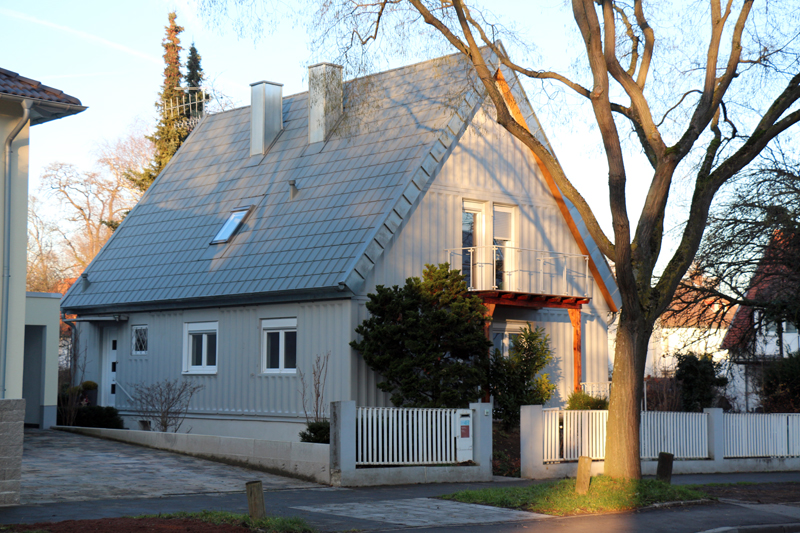
An der Goldgrube 43, Mainz
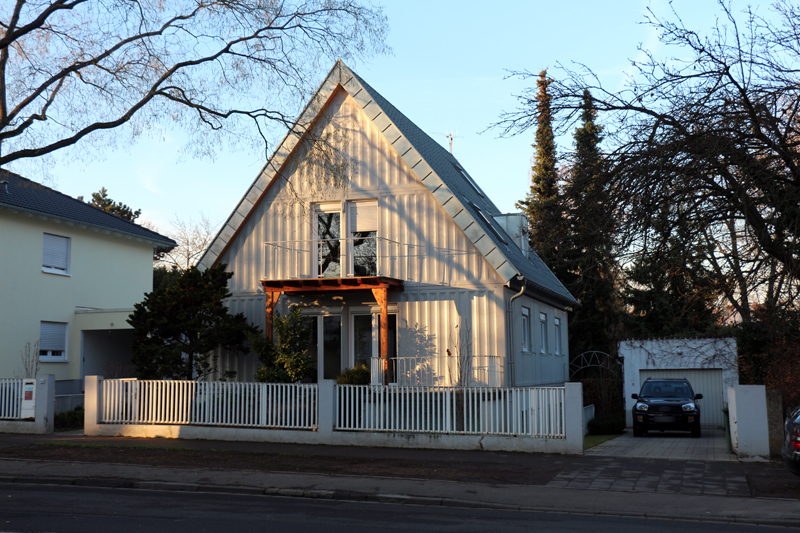
An der Goldgrube 43, Mainz
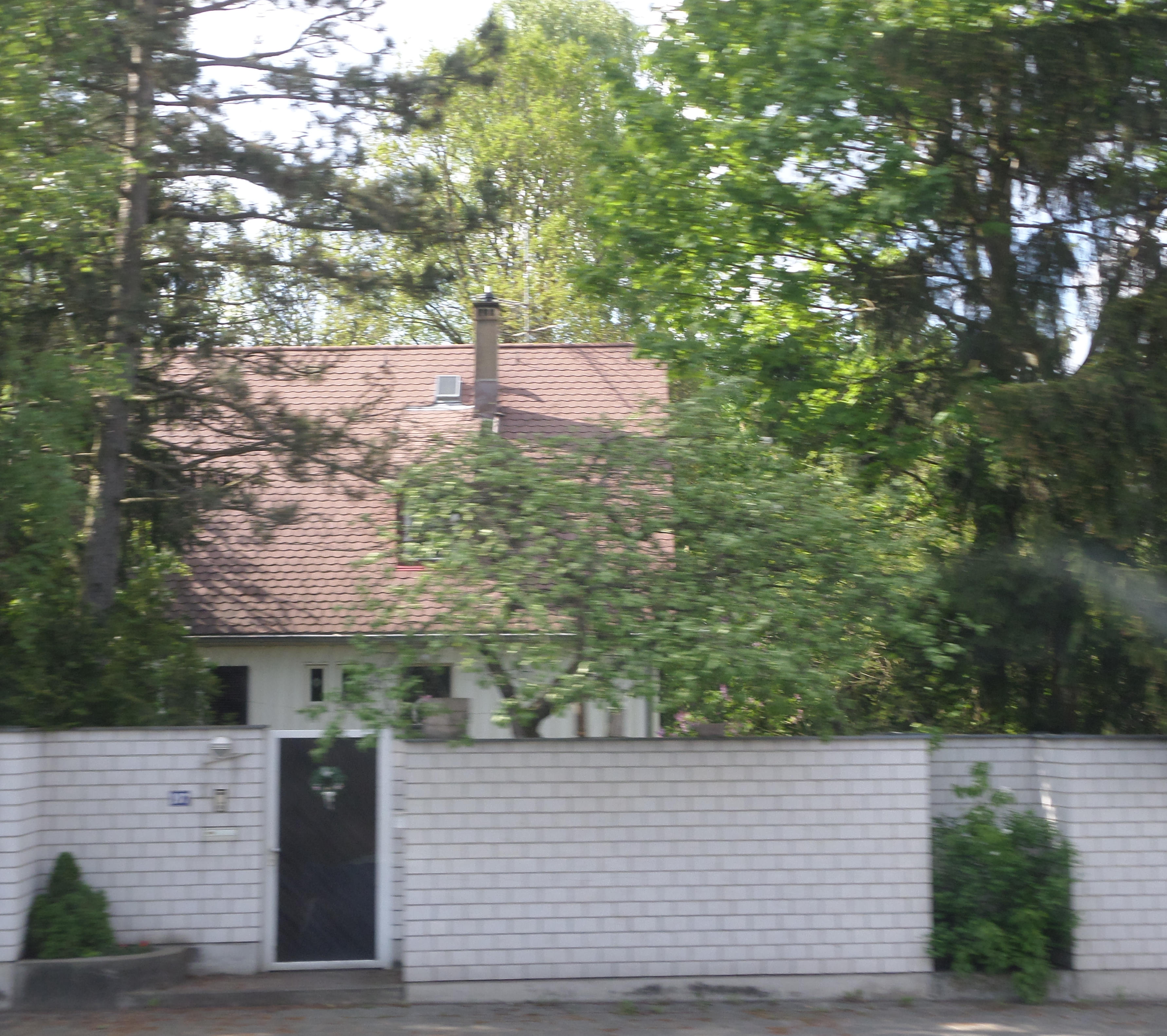
Laufamholzstraße 197, Nürnberg
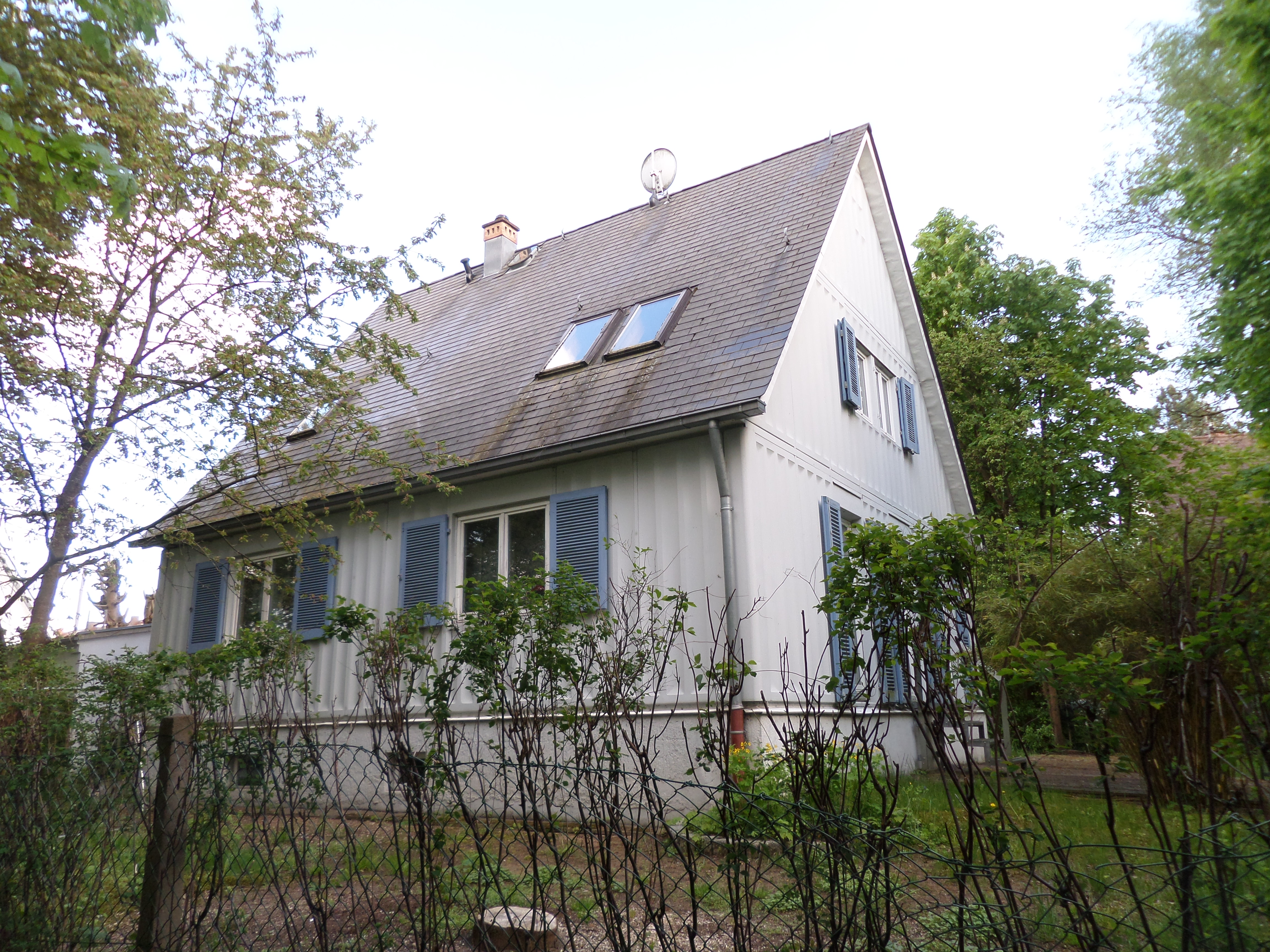
Laufamholzstraße 199, Nürnberg
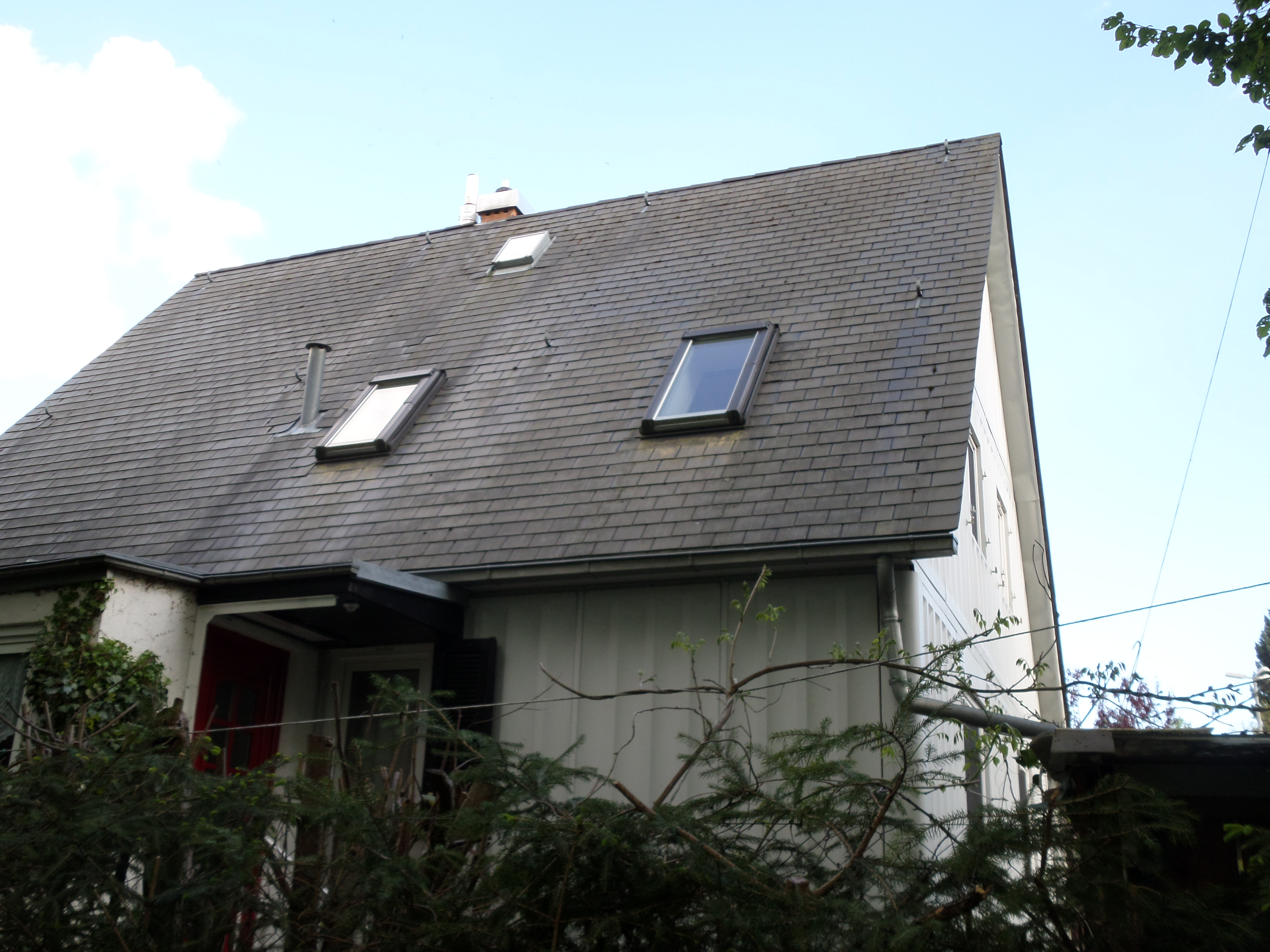
Laufamholzstraße 201, Nürnberg
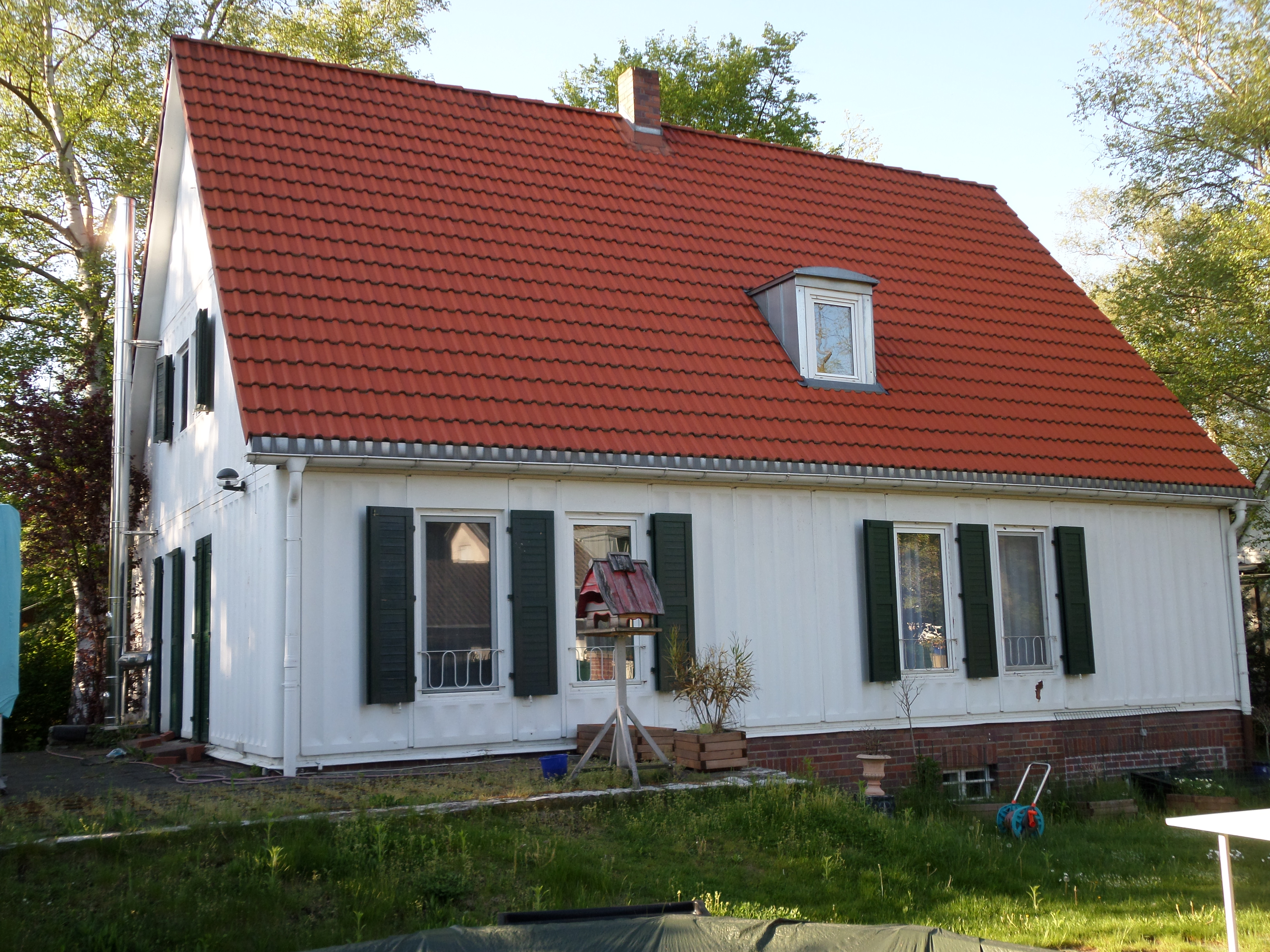
Bothmerstraße 43, Nürnberg
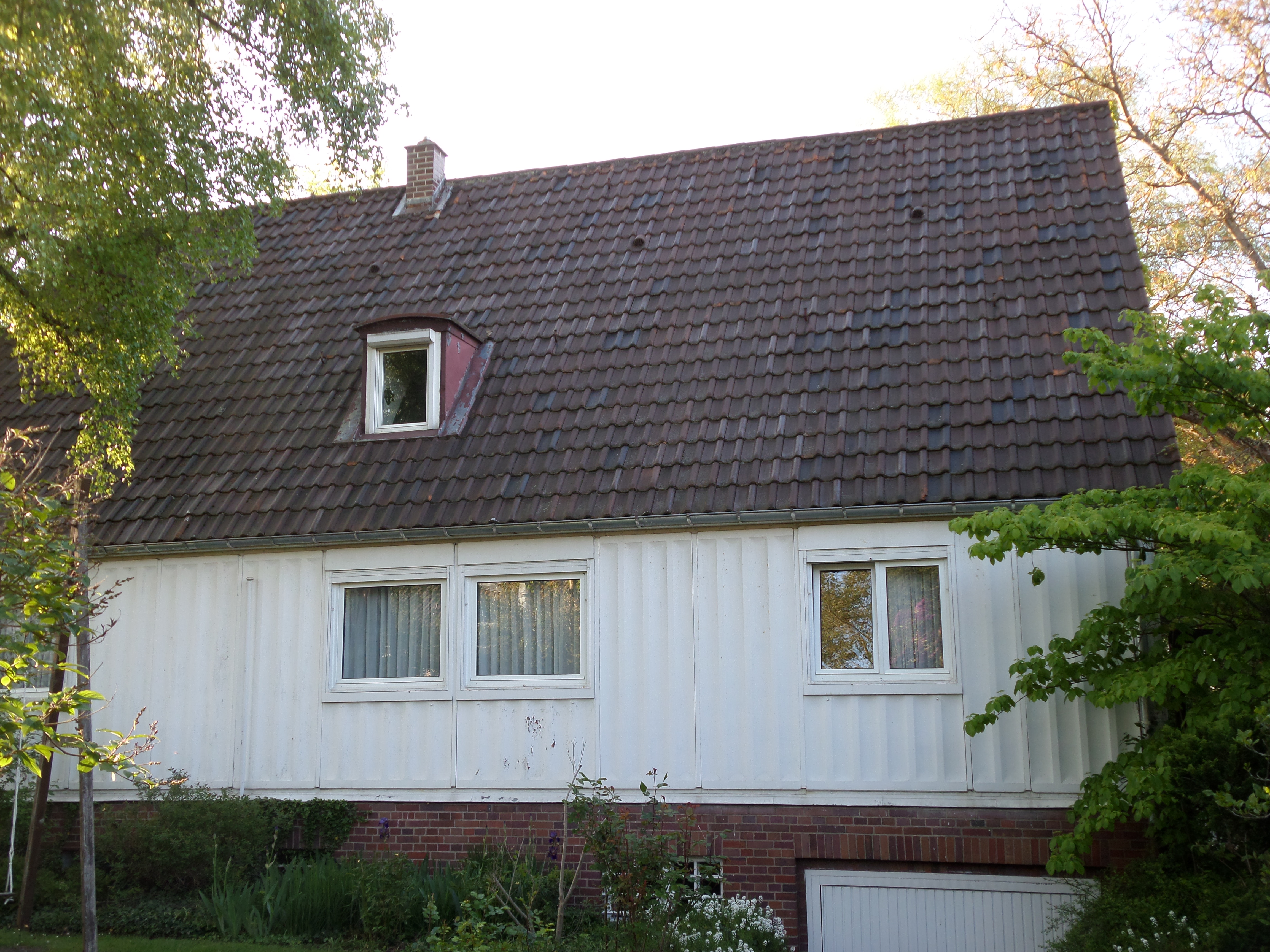
Bothmerstraße 45, Nürnberg
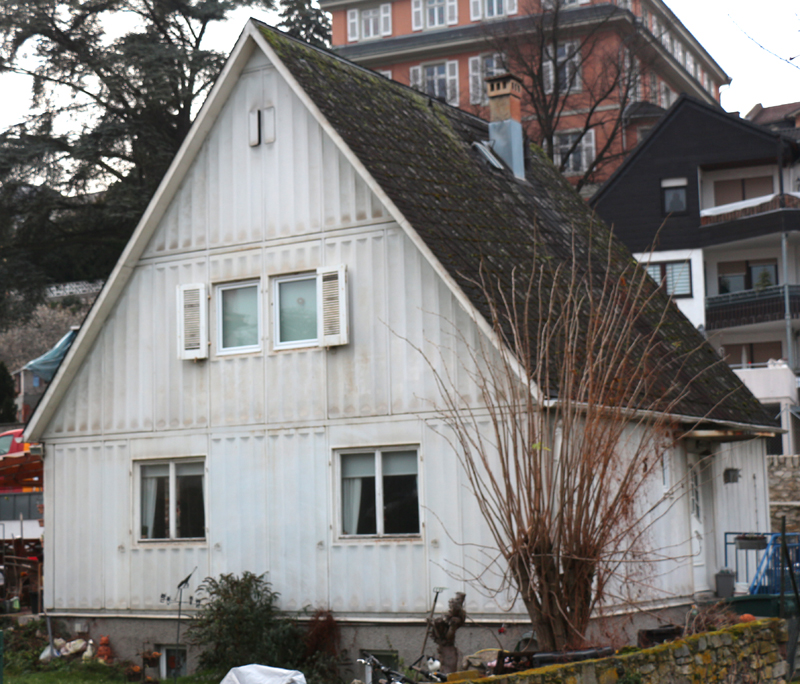
Friedrich-Ebert-Straße 75, Oppenheim
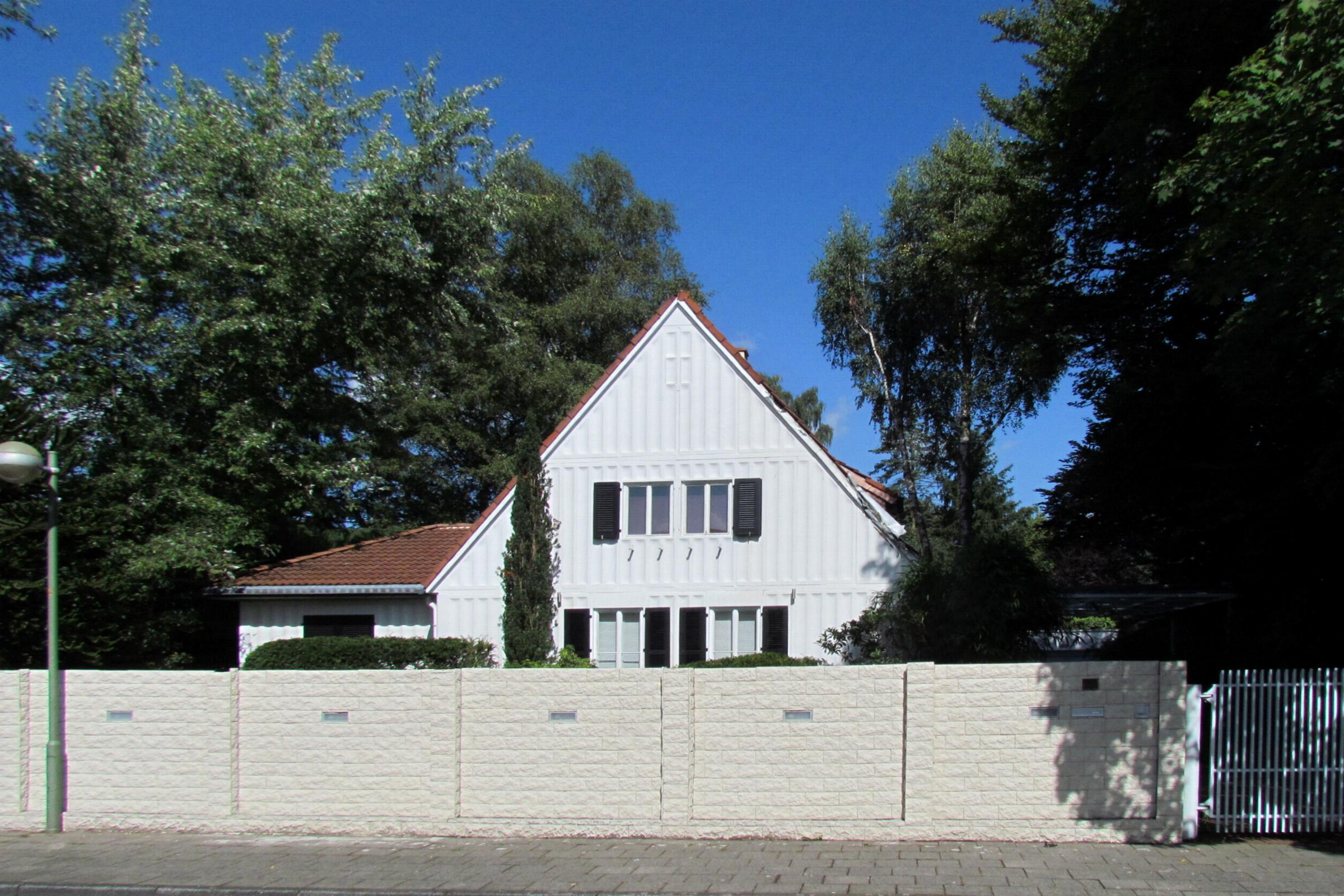
Hildegundisallee 41, Meerbusch-Büderich
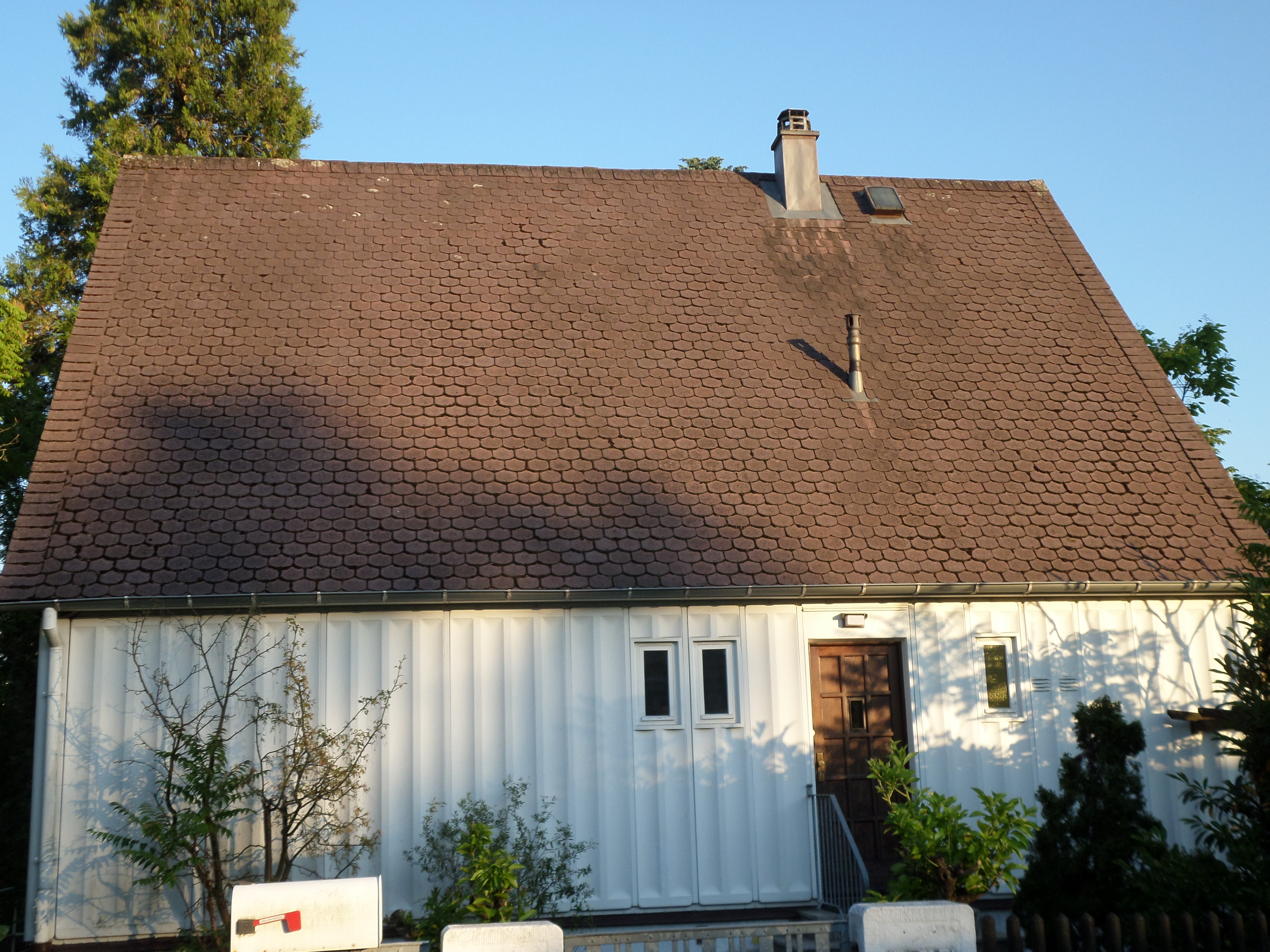
Tannenweg 28, Schwaig bei Nürnberg
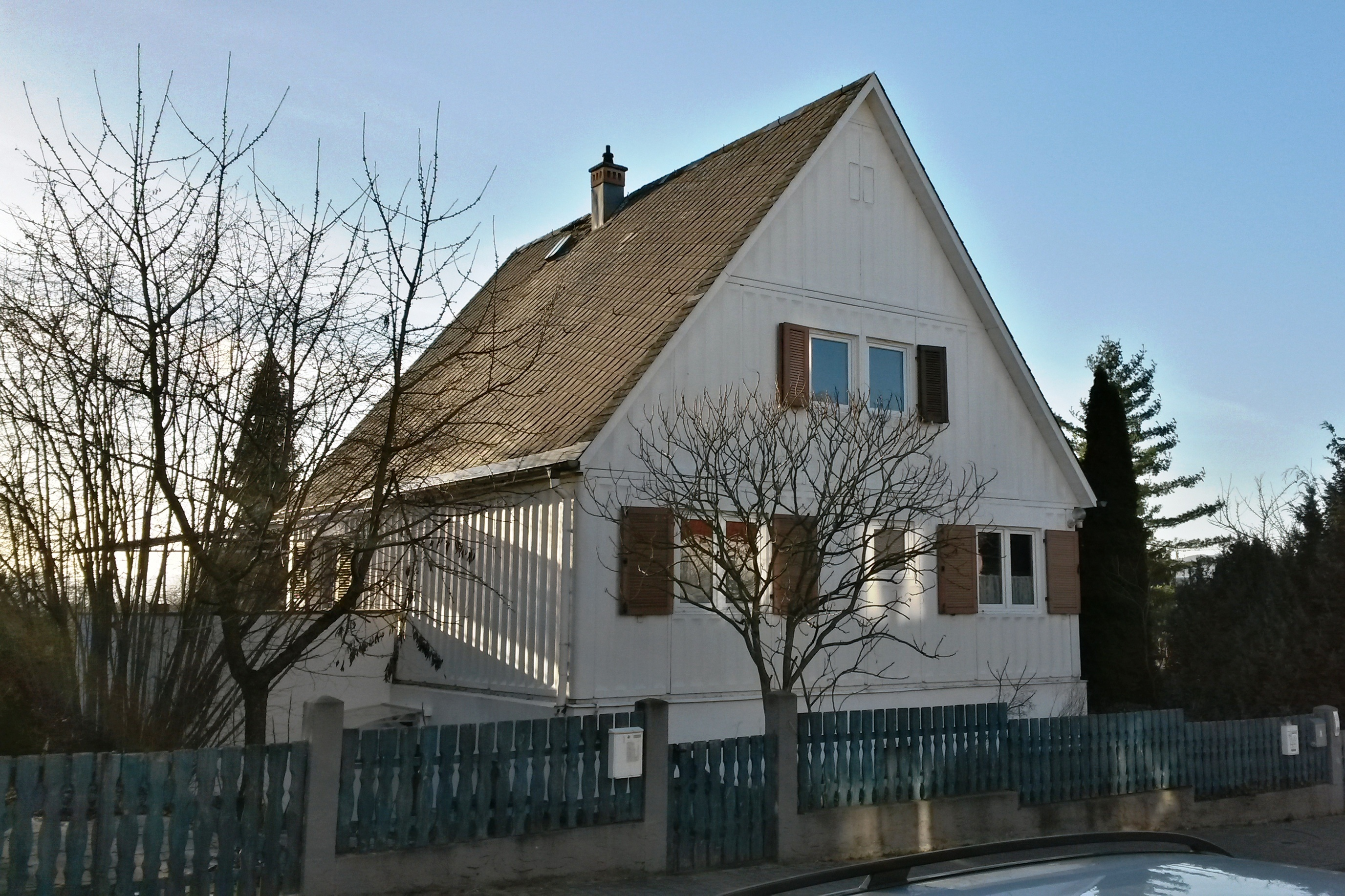
Mühlstraße, Ober-Ingelheim
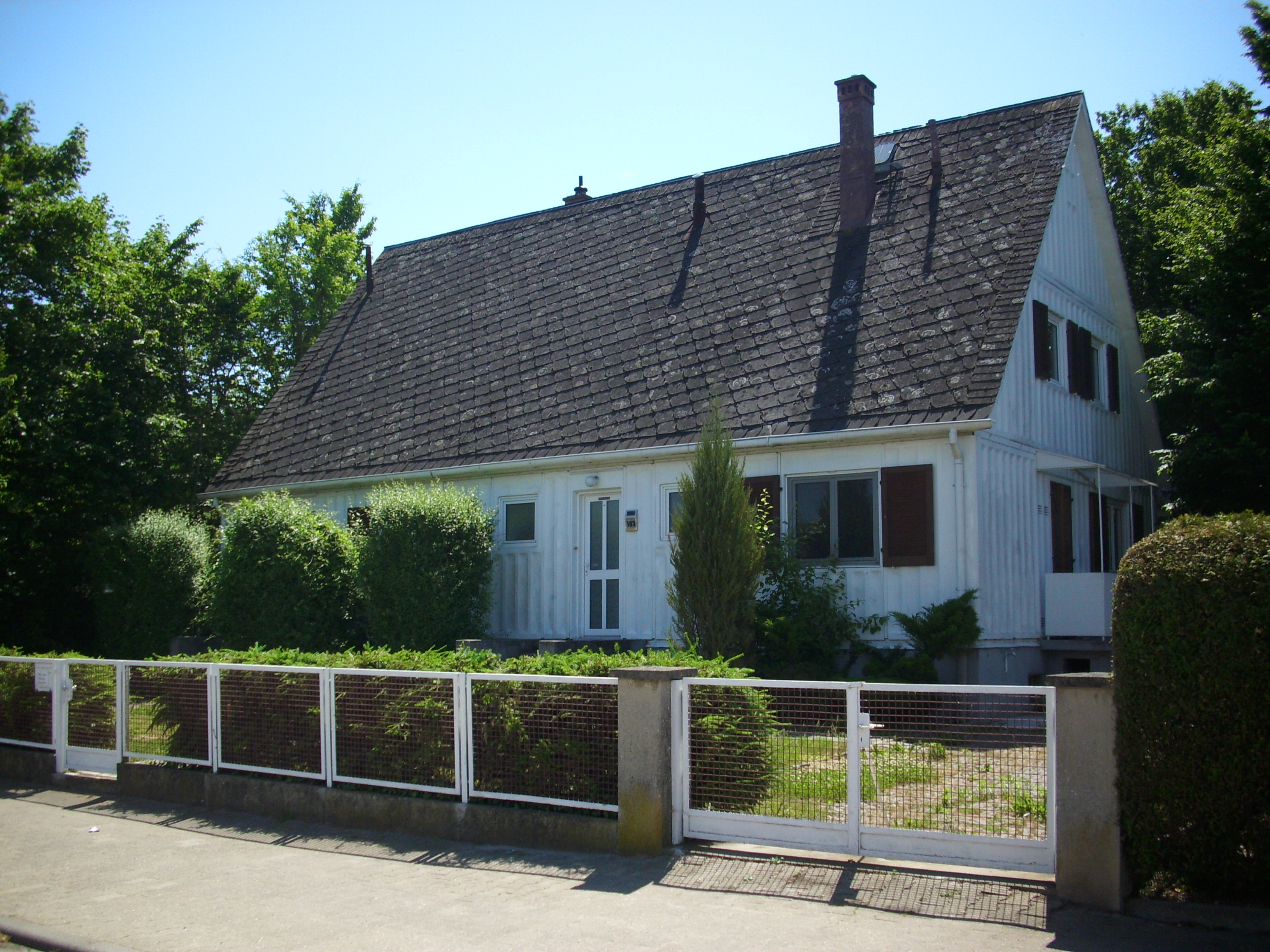
Staatsrat-Schwamb-Straße 103, Undenheim
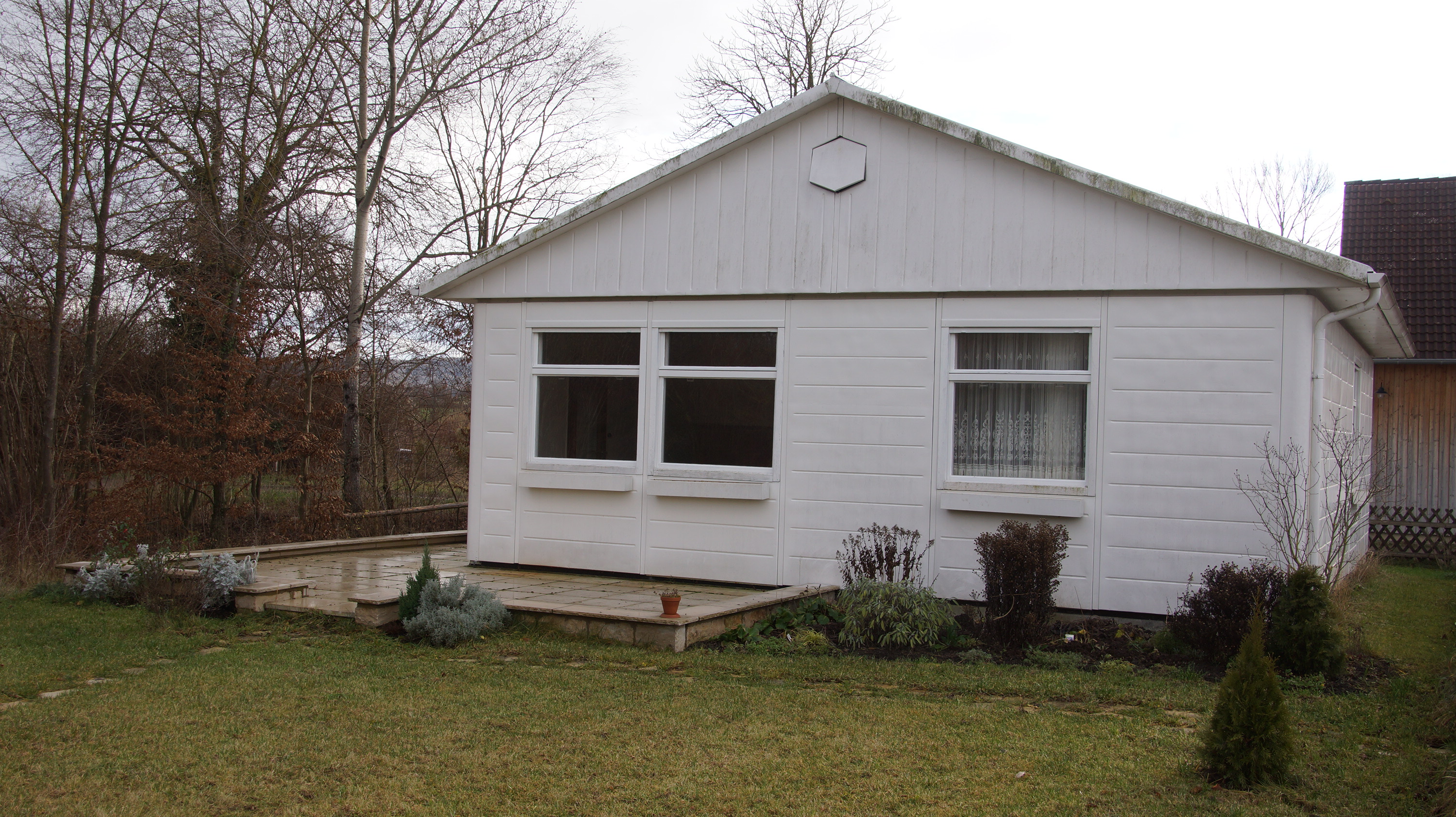
Fränkisches Freilandmuseum Bad Windsheim